# Margaret Iwasaki
Margaret Iwasaki (Toronto, 10 maggio 1942) è un'ex nuotatrice canadese.
Specializzata nello stile libero e nella farfalla, ha partecipato ai Giochi di Roma 1960, gareggiando nei 100m sl, 100m farfalla e nella Staffetta mista 4x100m. Fu selezionata anche per i 400m sl, ma alla fine non vi gareggiò.
Ai Giochi panamericani del 1955, ha vinto 2 argenti, rispettivamente nella Staffetta 4x100m sl e nella Staffetta 4x100 mista.